# Firdou

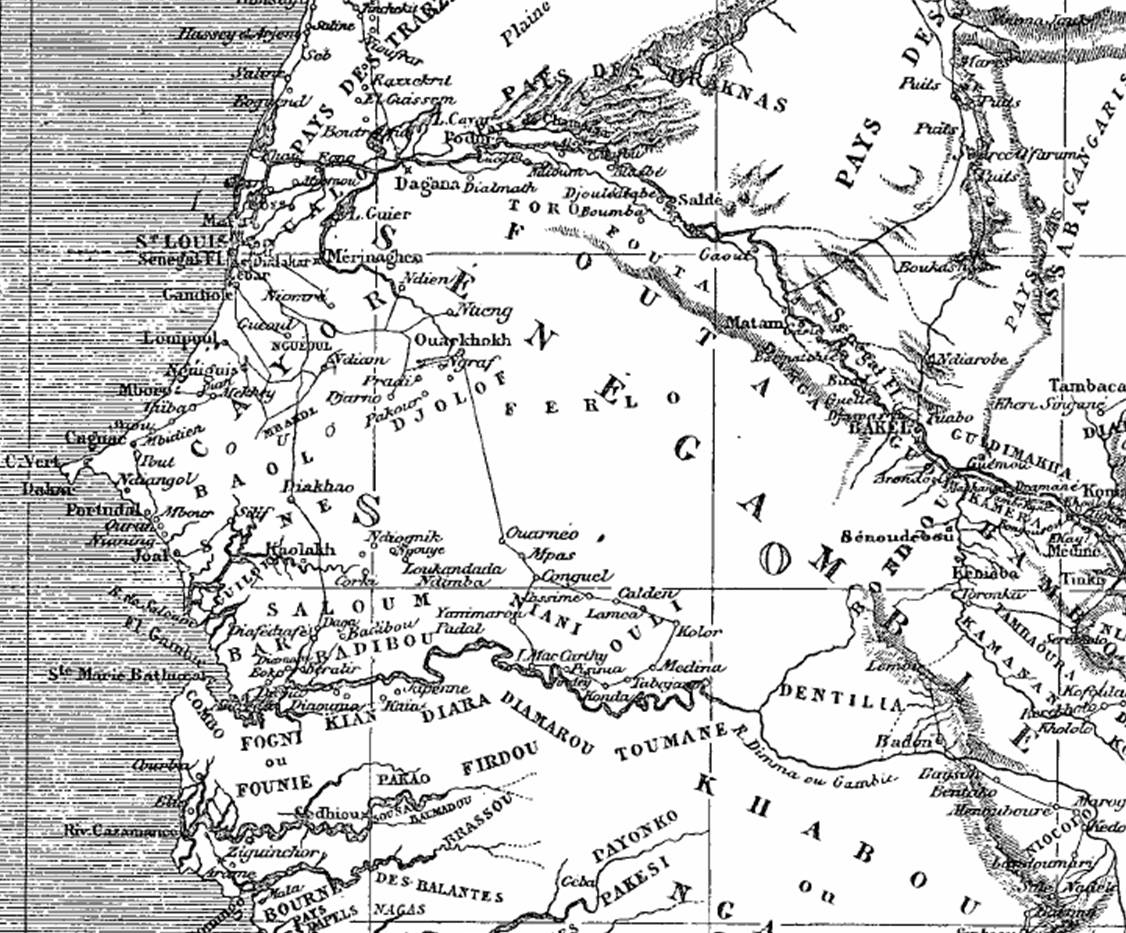
Lage von Firdou in Senegambien 1860

Firdou (auch Firdu) war eine der 32 Provinzen, in die das Mandinka-Reich Kaabu bis zu seinem Untergang 1867 unterteilt war. Firdou lag in der Region Kolda der senegalesischen Casamance und reichte im Süden bis nach Guinea-Bissau und im Norden bis Gambia. Umgeben war Firdou von folgenden anderen Provinzen, aufgezählt im Uhrzeigersinn, im Westen beginnend: Kamako, Pata, Jimara, Tomani, Patim Kibo, Kudora (Kudura), Mamboua (Mambua), Suna und Pakao.
Nach dem Untergang der Zentralgewalt mit der Zerstörung der Hauptstadt Kansalá regierte der Provinzfürst Karabunting Sane von seinem Tata Kasuko (andere Schreibweise Kasonko) aus autonom weiter, bekam aber schon 1869 Ärger mit dem Aufstand des hier ansässigen islamisierten Hirtenvolks der Fula unter ihrem Anführer Alfa Molo, der in der Folge die Mandinka-Herrschaft beseitigte, ihren Hauptort zerstörte und ihren Anführer tötete. Sodann gründete er sein eigenes, Fouladou (Fulaadu) genanntes Reich, in dem die Fula die Macht in Händen hielten und das sich auch über die Nachbarprovinzen ausbreitete.
Der Name der alten Kaabu-Provinz hielt sich aber auch weiterhin, sodass der König von Fouladou synonym mitunter auch als König von Firdou betitelt wurde, zumal seine eigenen Machtzentren, zuerst der Tata in Ndorna und später der neben den Trümmern von Kasuko (Kasonko) errichtete Tata Hamdallaye Moussa Molo im Gebiet des früheren Firdou lagen.